# Giuseppe Gabrielli
Giuseppe Gabrielli (Caltanissetta, 26 de fevereiro de 1903 — 29 de novembro de 1987) foi um engenheiro aeroespacial italiano.
É conhecido por ter projetado diversos aviões militares italianos, dentre eles os caças da Segunda Guerra Mundial Fiat G.50 e Fiat G.55.